# San Antonio Pachuquilla
San Antonio Pachuquilla är en ort i Mexiko, tillhörande kommunen Almoloya de Alquisiras i den nordvästra delen av delstaten Mexiko, i den centrala delen av landet. Orten hade 589 invånare vid folkräkningen 2010.